# Maçarico-bastardo

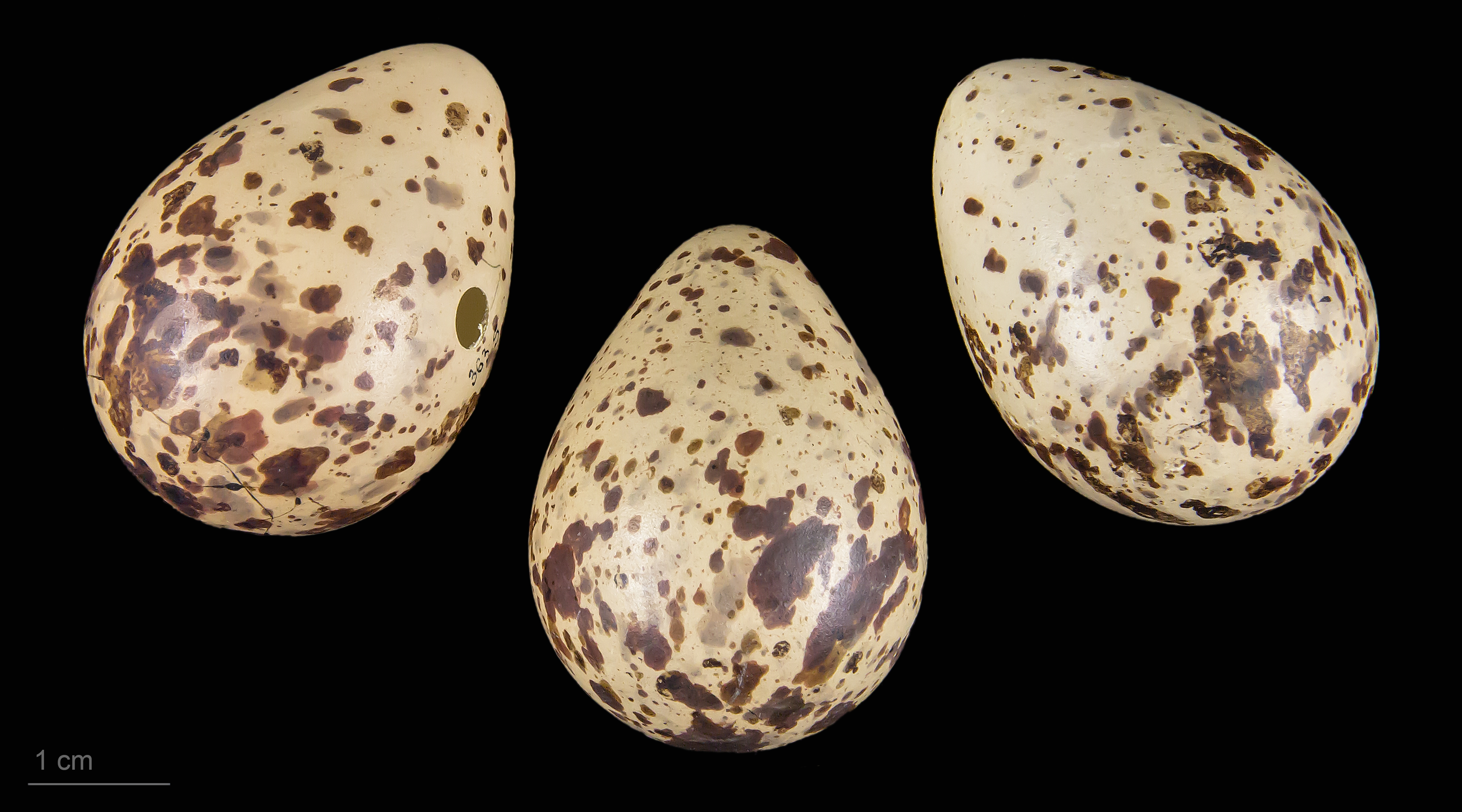
Tringa glareola - MHNT

O maçarico-bastardo (Tringa glareola), também conhecido como maçarico-de-bico-curto (no Brasil), é uma ave limícola pertencente à ordem dos Charadriiformes. É uma das espécies mais pequenas do género Tringa. Assemelha-se ao maçarico-bique-bique, distinguindo-se desta espécie pelo dorso malhado e pela contra-asa clara e não escura.
Este maçarico nidifica na Escandinávia, na Finlândia e na Sibéria. É uma espécie migradora que inverna em África. Em Portugal ocorre sobretudo durante os períodos de passagem migratória.

## Subespécies
A espécie é monotípica (não são reconhecidas subespécies).